# Jardins del Trocadéro

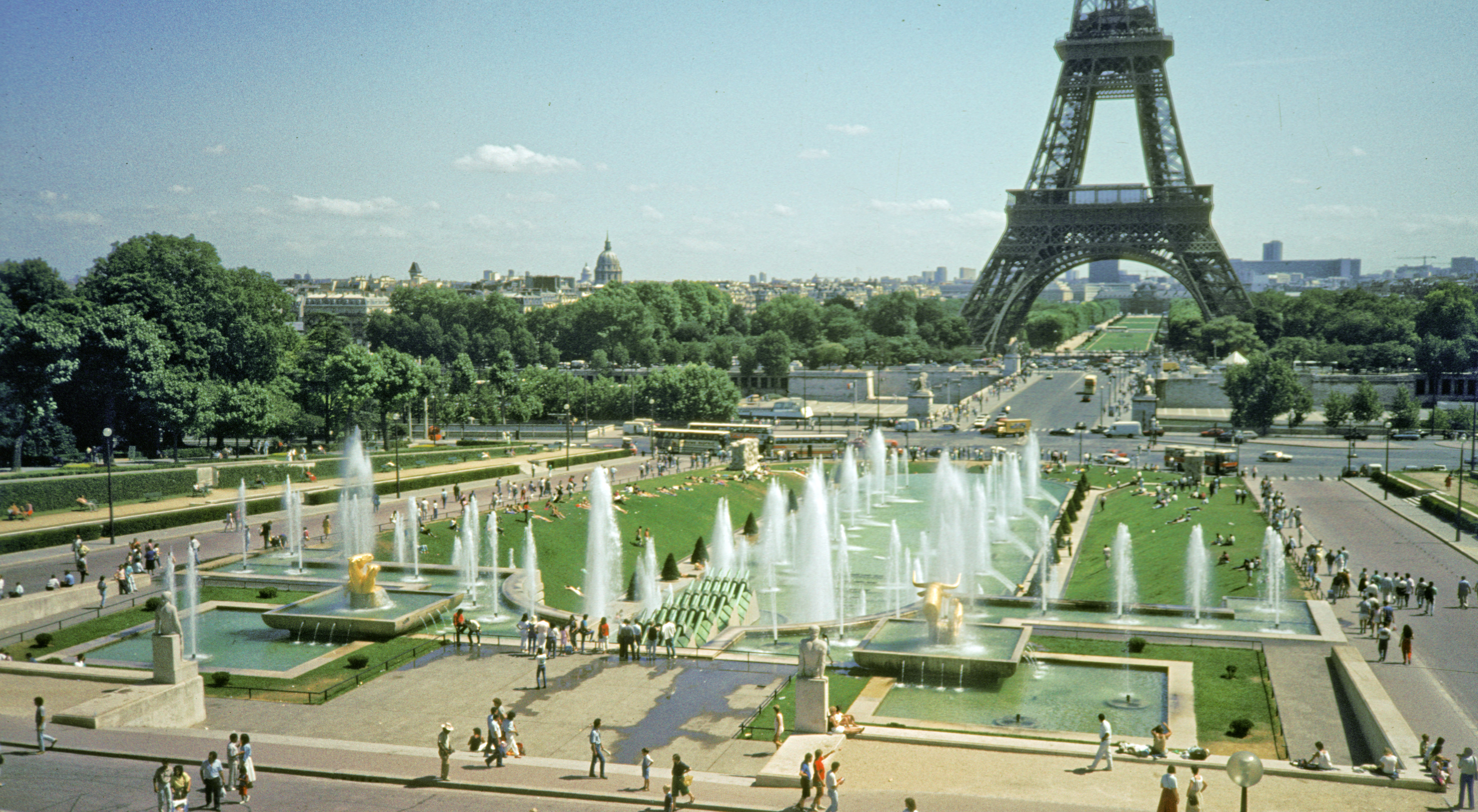
Jardins del Trocadéro

Els jardins del Trocadéro estan situats al 16è districte de París, de cara al Sena. Tenen una superfície de 93.930 m², i van ser creats per a l'exposició universal de 1937 sobre l'emplaçament del precedent jardí de l'Antic Palau del Trocadéro realitzat per Jean-Charles Alphand per a l'Exposició de 1878. És envoltat pel Palau de Chaillot.
És destacable per la seva cèlebre font de Varsòvia (1937). Un seguit de basses en cascada arriben a una gran bassa on els canons d'aigües formen cinquanta-sis garbes que acaben la seva cursa en vuit escales d'aigua. Tot va ser dissenyat per l'arquitecte Roger-Henri Expert.
Els jardins estan guarnits amb una multitud d'escultures, de les quals algunes daten dels anys 1930, com l'Homme de Traverse i la Femme de Bacqué, que dominen les basses.
Els llocs han estat batejats així en commemoració de la batalla que va tindre lloc el 31 d'agost de 1823 i durant la que un grup expedicionari francès va prendre el fort del Trocadéro que defensava el port de Cadis, a Espanya.